# Sistem energetic
Un sistem energetic este un ansamblu de instalații electroenergetice, organizat unitar, în scopul producerii, al transmisiei și al distribuției energiei electromagnetice pe un anumit teritoriu. Elementele principale ale unui sistem energetic sunt: centralele electrice interconectate, rețelele electrice de energie și rețelele de termoficare (instalate în jurul centralelor de termoficare, pentru transportul și distribuția căldurii la distanțe relativ mici).